# صموئيل فالي
السير صموئيل فاليل (19 فبراير 1919 - 20 فبراير 2014) كان دبلوماسيًا بريطانيًا شغل منصب سفير المملكة المتحدى لدى الكويت، وسفير المملكة المتحدة لدى السويد، والمفوض السامي للمملكة المتحدة لدى سنغافورة، والمفوض السامي للملكة المتحدة لدى نيجيريا.

## حياته
وُلد صموئيل فالي في 19 فبراير (شباط) 1919، وتخرج من كلية فكتوريا في جيرسي، ثُم التحق بالخدمة بالبحرية الملكية البريطانية. شارك صموئيل فالي أثناء فترة خدمته كضابط بالبحرية الملكية البريطانية، والتي استمرت خلال الفترة ما بين عامي 1937-1948، في معركة بحر جاوة الثانية عندما كان على متن المدمرة إنكونتر، والتي تعرضت لأضرار بالغة أثناء المعركة، وأوشك طاقمها على الغرق، قبل أن تنقذهم المدمرة إيكازوتشي التابعة للبحرية الإمبراطورية اليابانية بقيادة شونساكو كودو، ويُؤخذوا كأسرى حرب، ومن بينهم صموئيل فالي الذي قضى السنوات الثلاث والنصف التالية أسير حرب. زار صموئيل فالي في 7 ديسمبر (كانون الأول) 2008 قبر شونساكو كودو، الذي كان يكنّ له امتنانًا كبيرًا لإنقاذه لحياته خلال معركة بحر جاوة الثانية، وقد كان شونساكو كودو رجلاً متواضعًا لدرجة أن عائلته علمت بإنجازه لأول مرة عندما زارهم صموئيل فالي. ألف صموئيل فالي كتابًا عن سيرته الذاتية تحت عنوان "حياتي المحظوظة: في الحرب والثورة والسلام والدبلوماسية"، وقد نُشر الكتاب لأول مرة في عام 1996.

## مسيرته المهنية
بعد تحريره من الأسر وتركه للبحرية الملكية البريطانية، التحق صموئيل فالي عام 1948 بالعمل في وزارة الخارجية البريطانية حيث تنقل بين العديد من المدن مثل شيراز وطهران وبيروت وبغداد، وتدرج في المناصب فأصبح قنصلًا عامًا لبريطانيا في غوتنبرغ منذ عام 1961 وحتى عام 1963، ثُم رئيسًا لقسم الأمم المتحدة في وزارة الخارجية البريطانية من عام 1963 إلى عام 1967، ورافق اللورد شاكلتون في مهمة إلى مدينة عدن عام 1967. عُين صموئيل فالي في عام 1967 نائبًا للمفوض السامي البريطاني في كوالالمبور، ثُمّ عُين في عام 1969 سفيرًا لبريطانيا لدى الكويت، وهو المنصب الذي ظل يشغله حتى عام 1970، ثُمّ تولى منصب المندوب السامي البريطاني في سنغافورة منذ عام 1970 وحتى عام 1974، ثُمّ عُيّن سفيرًا لبريطانيا في السويد بدءًا من عام 1974 وحتى عام 19770، ثُمّ شغل منصب المندوب السامي لبريطانيا في نيجيريا بدءًا من عام 1977 وحتى تقاعده في عام 1978.
انضم صموئيل فالي بعد تقاعده إلى المفوضية الأوروبية، وأصبح مندوبًا للمفوضية الأوروبية في الجزائر خلال الفترة ما بين عامي 1979-1982، ثم عمل مستشارًا في مجال مساعدات التنمية في أفريقيا، وتولى خلال عمله العديد من المساعدات، مثل تقييم مساعدات الجماعة الاقتصادية الأوروبية لزامبيا خلال الفترة ما بين عامي 1983-1984، والمساعدات السويدية لسوازيلاند عام 1986.

## التكريمات والجوائز
حصل صموئيل فالي على وسام الخدمة المتميزة لشجاعته في مواجهة الصعاب الساحقة أثناء خدمته على متن المدمرة إتش إم إس إنكونتر خلال آخر عملية لها في بحر جاوة في الأول من مارس (آذار) عام 1942، وفي عام 1975 منحه ملك السويد وسام النجم القطبي الملكي السويدي برتبة قائد. كما مُنح صموئيل فالي وسام فارس الفرسان الملكي البريطاني برتبة الفارس مرتين، كانت المرة الأولى في عام 1972، مُنح وسام فارس الفرسان الملكي من طبقة الفارس، وكانت المرة الثانية في عام 1979 خلال احتفالات العام الجديد.

## وفاته
توفي صموئيل فالي في 20 فبراير (شباط) 2014 عن عمر ناهز 95 عامًا.